# John Finnemore
John David Finnemore (* 28. September 1977 in Reading) ist ein britischer Komiker und Schauspieler. Er schrieb und trat auf in den Radio-Serien Cabin Pressure, John Finnemore's Souvenir Programme und John Finnemore's Double Acts. Er erscheint zudem oft in anderen BBC Radio 4 Comedyshows wie die The Now Show. Er spielte außerdem Chris in der BBC Sitcom Miranda.

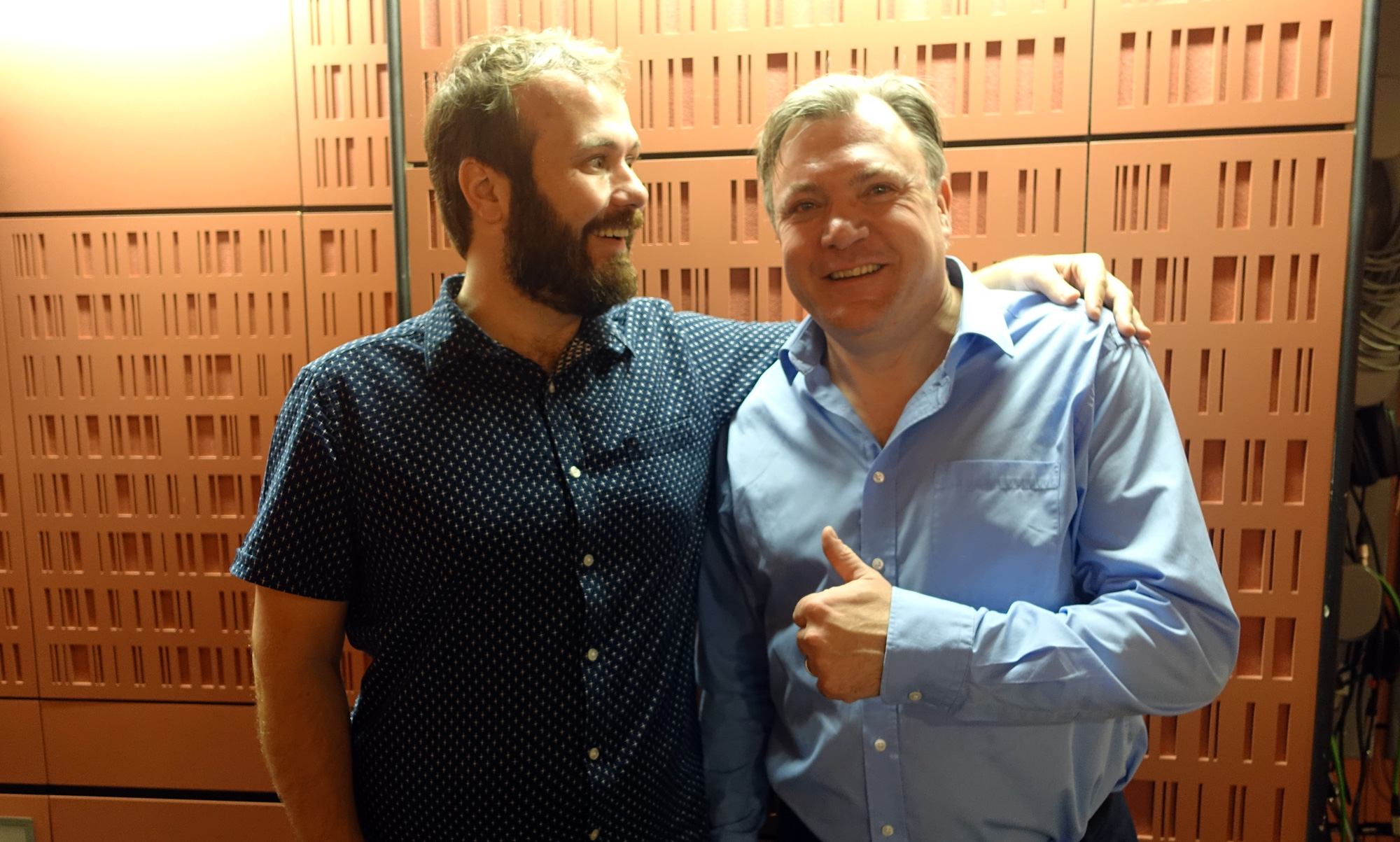
John Finnemore (links) mit Ed Balls in 2017

## Leben
John Finnemore wurde in Reading geboren. Er hat eine jüngere Schwester. Finnemore besuchte die Dolphin School in Berkshire, High Lea in Dorset und Poole Grammar School. Im Alter von 19 Jahren zog er nach Kraków, wo er sechs Monate lang Englischunterricht gab.
Später studierte er Englisch im College Peterhouse, wo er seine Dissertation über Thomas Hardy (“Icons, Frames and Freedom in Jude the Obscure”) schrieb. Er machte dort seinen Abschluss in 2000. Er war Mitglied der Cambridge Footlights, bei denen er in seinem letzten Jahr Vizepräsident wurde. 2000 trat er nach seinem Abschluss in Sensible Haircut mit dem Footlights Team beim Edinburgh Festival Fringe auf.
Finnemore schrieb die BBC Radio 4 Sitcom Cabin Pressure und spielte den „konstant heiteren Steward“ Arthur. Zwischen 2008 und 2014 wurden vier Serien der Sitcom produziert mit einem zweiteiligen Finale an Weihnachten und Neujahr 2014–15. Er schrieb außerdem die Radio-Sketchshow John Finnemore's Souvenir Programme, in welcher er zusammen mit Simon Kane, Carrie Quinlan, Lawry Lewin und Margaret Cabourn-Smith auftritt. Die erste Serie wurde von BBC Radio 4 in 2011 ausgestrahlt und eine Sonderepisode, die beim Edinburgh Festival Fringe aufgenommen wurde, wurde 2012 ausgestrahlt. Sieben weitere Serien folgten jährlich bis 2019 und eine neunte Serie wurde 2021 ausgestrahlt.
Finnemore hat viel für weitere Comedyshows geschrieben, sowohl für das Radio, als auch das Fernsehen. Dazu zählen That Mitchell and Webb Sound (2003–2009), That Mitchell and Webb Look (2006–2010), Dead Ringers (2003–2007), Safety Catch, The Now Show und The Unbelievable Truth (2011). Von 2009 bis 2012 war er Ko-Autor des Podcasts David Mitchell's Soap Box mit Mitchell. Er arbeitete für 10 O'Clock Live.
Finnemore ist in einer Vielzahl an BBC Radio 4 Shows aufgetren, zu denen The Now Show, The Unbelievable Truth, I’m Sorry I Haven’t a Clue, Just a Minute, und The News Quiz zählen. Er spielte zudem in den Episoden 'Teacher' (2009), 'Before I Die' (2010), 'The Dinner Party' (2013) and 'I Do, But to Who?' (2014) den Nebencharakter Chris in Miranda Harts TV-Sitcom Miranda.
Finnemore machte ein Voice-over für 24 Hours to Go Broke auf dem TV-Kanal Dave.
Im September 2011 schrieb Finnemore eine Pilotfolge für BBC One namens George and Bernard Shaw, einer Sitcom mit Robert Lindsay und Richard Griffiths, als ein älteres schwules Paar. Die Show wurde nicht zur Serie gemacht.
Finnemore schrieb eine Anthologie-Serie namens John Finnemore's Double Acts. Die erste Serie, bestehend aus sechs Episoden, wurde ab dem Oktober 2015 ausgestrahlt und wurde 2016 auf CD veröffentlicht. Eine zweite Serie kam 2017 raus.
Eine Bühnenversion von John Finnemore's Souvenir Programme namens John Finnemore's Flying Visit machte zwei Tours innerhalb Großbritannien. Die Erste fand zwischen Mai und Juni 2018 und die Zweite zwischen September und November 2019 statt.
Im März 2020 spielte John Finnemore die Rolle eines Space Shuttle Piloten in den Episoden 7–9 von Armando Iannuccis amerikanischer Weltraum-Komödie Avenue 5.
Finnemore tritt regelmäßig bei den zweimonatlichen „Tall Tales storytelling shows“, die im nördlichen London gehalten werden.
Seit 2016 schreibt er unter dem Pseudonym „Emu“ kryptische Kreuzworträtsel für The Times.
Während der COVID-19-Pandemie lud Finnemore eine Videoserie namens „Cabin Fever“ auf seinem YouTube-Kanal hoch. In den Videos spielt er seinen Charakter aus Cabin Pressure Arthur Shappy, der sich in Quarantäne befindet. Die Videos enthielten oft Rätsel und/oder Spiele für die Zuschauerinnen und Zuschauer. In diesem Zeitraum wurde er zudem die erst dritte Person, die das literarische Rätsel Cain's Jawbone löste.
Finnemore schrieb mit Neil Gaiman die zweite Staffel Good Omens.

## Preise
Cabin Pressure gewann 2011 den Preis für beste Radiokomödie der Writers’ Guild of Great Britain und 2014 die Silbermedaille für beste Komödie bei den Radio Academy Awards.
John Finnemore's Double Acts gewann 2017 den Preis für beste Radiokomödie der Writers’ Guild of Great Britain.
2020 veröffentlichte die RadioTimes ihre Liste der besten Komödien. Finnemore war die einzige Person mit zwei Top-Ten-Platzierungen, mit Cabin Pressure auf achtem Platz und John Finnemore's Souvenire Programme auf zehntem Platz.
Finnemore hat zudem 13 Comedy.co.uk Preise gewonnen, mehr als jede andere Autorin und jeder andere Autor. Cabin Pressure wurde 2011, 2013 und 2014 zur besten britischen Radio-Sitcom gewählt. Cabin Pressure wurde 2014 außerdem die erste Radiokomödie die den fernsehen- und radioüberspannenden Preis „Comedy of the Year“ bekam. 2011, 2012 und 2014 wurde John Finnemore's Souvenir Programme zur besten britischen Radio-Sketchshow gewählt. Finnemore hat auch für andere Shows geschrieben, die Comedy.co.uk Preise erhalten haben, wie That Mitchell and Webb Sound, die 2009, 2010 und 2013 zur besten britischen Sketchshow gewählt wurde, That Mitchell and Webb Look, die 2006 und 2009 zur besten britischen TV Sketchshow gewählt wurde und The Unbelievable Truth, die 2011 zur besten britischen Panel-Show im Radio gewählt wurde.